# La cara groga
La cara groga (anglès: The Adventure of the Yellow Face), una de les 56 històries breus de Sherlock Holmes escrites per Sir Arthur Conan Doyle, és el tercer conte de Les memòries de Sherlock Holmes. Va ser publicat per primera vegada a The Strand Magazine al Regne Unit el febrer de 1893, i a Harper's Weekly als Estats Units l'11 de febrer de 1893.
Una de les peces sentimentals de Doyle, la història és notable perquè la deducció de Holmes durant el transcurs de la mateixa resulta incorrecta. Segons el Dr. Watson:
| « | ...allà on va fracassar, passava massa sovint que ningú més ho tenia èxit... De tant en tant, però, era casual que fins i tot quan s'equivocava, la veritat encara es descobria. | » |

## Sinopsi

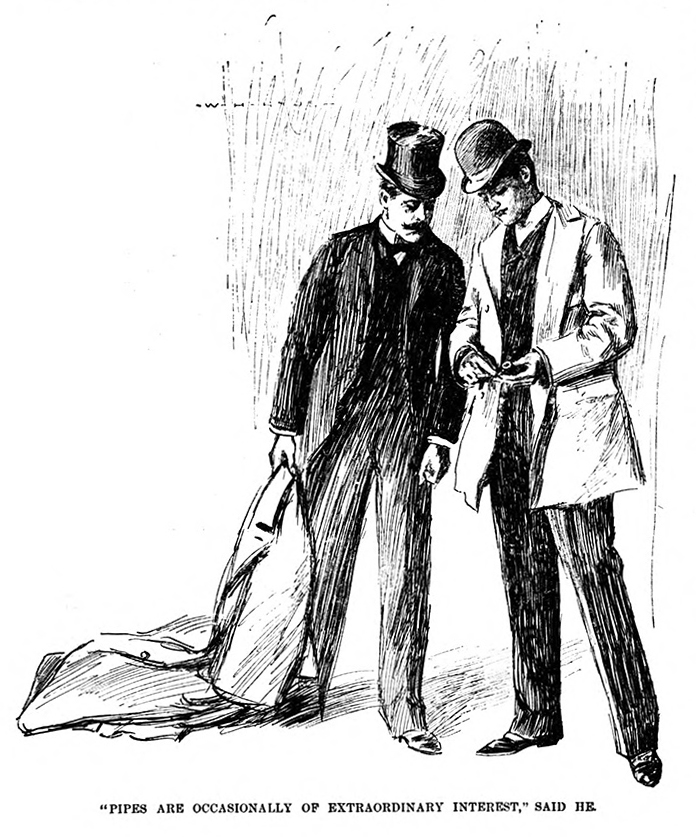
Holmes examina la pipa del visitant, il·lustració de 1893 de WH Hyde a
Harper's Weekly

Sherlock Holmes, avorrit a causa de la manca de casos, torna a casa després d'un passeig amb el doctor Watson a principis de primavera i descobreix que ha perdut una visita però que la persona que ha trucat ha deixat la pipa. D'això, Holmes dedueix que estava pertorbat de la ment (perquè va oblidar la pipa); que el valorava molt (perquè l'havia reparat amb bandes de plata que costaven més que el cost de la pipa, en lloc de substituir-la, quan es trencava); que era musculós, esquerrà, tenia unes dents excel·lents, era descuidat en els seus hàbits i no era necessari per practicar l'economia.
Cap d'aquestes deduccions és particularment relacionada amb la història: són merament exercicis de lògica holmesiana. Quan el visitant, el senyor Grant Munro (el nom del qual Holmes va observar des de la seva gorra) torna, Holmes i Watson escolten la història de l'engany de Munro per part de la seva dona Effie. S'havia casat anteriorment a Amèrica, però el seu marit i el seu fill havien mort de febre groga, després d'això va tornar a Anglaterra i va conèixer i es va casar amb Munro. El seu matrimoni havia estat feliç fins que Effie va demanar cent lliures i li va suplicar que no preguntés per què. Dos mesos més tard, Effie Munro va ser capturada fent enllaços secrets amb els ocupants d'una cabana prop de la casa Munro a Norbury. Grant Munro ha vist una misteriosa persona de cara groga en aquesta cabana. Vençut per la gelosia, irromp i troba el lloc buit. Tanmateix, l'habitació on va veure la misteriosa figura és molt còmoda i ben moblada, amb un retrat de la seva dona a la xemeneia.
Holmes, després d'enviar a Munro a casa amb instruccions per fer-li un cable si la casa es tornava a ocupar, confia a Watson la seva creença que la misteriosa figura és el primer marit d'Effie Munro. Postula que el marit, després d'haver quedat a Amèrica, ha vingut a Anglaterra per fer-li xantatge.
Després que Munro convoqui a Holmes i Watson, els tres entren a la cabana, deixant de banda les súpliques d'Effie Munro. Troben l'estrany personatge de cara groga, i Holmes treu la cara, mostrant que és una màscara i revelant una noia mig negra. Aleshores es revela que el primer marit d'Effie Munro va ser John Hebron, un advocat afroamericà, que sí que va morir a Amèrica, però la seva filla, Lucy, va sobreviure. En el moment en què Effie va arribar a Anglaterra, no va poder portar a Lucy amb ella, ja que el nen encara estava prou malalt perquè la transició podria haver agreujat el seu estat. Però més tard, després que ella i Grant es van casar, Effie va saber que Lucy estava viva i bé. En saber-ho, l'Effie es va sentir superada pel desig de tornar a veure el seu fill, així que va demanar les cent lliures i les va utilitzar per portar a la Lucy i la seva infermera a Anglaterra, i les va instal·lar a la casa de camp prop de la casa dels Munro. No obstant això, temia que en Grant deixés d'estimar-la si s'assabentava que era la mare d'un nen de raça mixta, així que durant tot el temps, havia fet tot el possible per mantenir en secret l'existència de la Lucy.
Tant Watson com Holmes estan emocionats per la resposta de Munro. Watson observa:
| « | ... quan va arribar la resposta [de Munro] va ser una de les quals m'encanta pensar. Va aixecar la criatura, li va fer un petó i després, encara portant-la, va allargar l'altra mà a la seva dona i es va girar cap a la porta. "En podem parlar més còmodament a casa", va dir. "No sóc un home molt bo, Effie, però crec que sóc millor del que m'has donat el mèrit de ser. | » |

Holmes s'excusa a si mateix i a Watson i, aquella nit, després d'haver tornat a Baker Street, diu:
| « | Watson, si mai us sorprèn que estic rebent una mica de confiança en els meus poders, o que estic donant menys dolor a un cas del que es mereix, xiuxiuegeu-me amablement "Norbury" a l'orella, i us estaré infinitament agraït. | » |

## Tractament de la raça
El tracte simpàtic de Doyle del matrimoni interracial, entre una dona anglesa i un advocat negre a Atlanta, Geòrgia, sembla extraordinàriament liberal per a la dècada del 1890. Tot i que la història fa que la vídua tracti la raça del seu marit mort com un secret la revelació del qual podria comportar reaccions negatives, el matrimoni no és il·legal a Gran Bretanya i Watson informa amb aprovació de la resposta amorosa del seu segon marit. Aquesta història, però, s'ha de situar al costat de la caricatura estereotipada de Doyle d'un boxejador negre matón, a "L'aventura dels tres frontons" (1926).

## Historial de publicacions
"The Adventure of the Yellow Face" es va publicar al Regne Unit a The Strand Magazine el febrer de 1893, i als Estats Units a Harper's Weekly l'11 de febrer de 1893. També es va publicar a l'edició nord-americana de The Strand Magazine el març de 1893. La història es va publicar amb set il·lustracions de Sidney Paget a The Strand, i amb dues il·lustracions de WH Hyde a Harper's Weekly. Va ser inclòs a la col·lecció de contes The Memoirs of Sherlock Holmes , que es va publicar el desembre de 1893 al Regne Unit i el febrer de 1894 als Estats Units.

## Adaptacions

### Cinema i televisió
La història va ser adaptada com a curtmetratge estrenat el 1921 com a part de la sèrie de pel·lícules Stoll, amb Eille Norwood com Holmes.
La història també s'al·ludeix a la sèrie de televisió de la BBC Sherlock on es pinta una cara somrient groga a la paret del pis de Sherlock. A més, les cites de la història s'utilitzen com a punts argumentals a " The Lying Detective ". A més, la ciutat de Norbury de la història està representada a l'episodi " The Six Thatchers " en forma de Vivian Norbury, la principal adversària de l'episodi.

### Ràdio
Edith Meiser va adaptar la història com a episodi de la sèrie de ràdio nord-americana  The Adventures of Sherlock Holmes que es va emetre el 14 de gener de 1932, amb Richard Gordon com a Holmes i Leigh Lovell com a Watson.
"The Yellow Face" va ser dramatitzat per Gerry Jones per a BBC Radio 4 el 1992 com un episodi de la sèrie de ràdio 1989–1998 protagonitzada per Clive Merrison com Holmes i Michael Williams com Watson. Va comptar amb Helena Breck com a Effie Munro.
La història va ser adaptada per a la ràdio l'any 2005 com a part de The Classic Adventures of Sherlock Holmes, una sèrie del programa de ràdio nord-americà Imagination Theatre, amb John Patrick Lowrie com a Holmes i Lawrence Albert com a Watson. Va ser el primer episodi de la sèrie.